# Valentin Babić
Valentin Babić (Eszék, 1981. július 6. –) horvát labdarúgó, hátvéd.

## Pályafutása
Babić szülővárosában, Eszéken kezdte pályafutását. 5 évig tartozott az NK Osijek keretéhez, ez idő alatt közel 150 meccset játszott, kétszer kölcsönadták. 2009-ben Magyarországra, a Győri ETO csapatához szerződött. Egy nem túl dicső szám is fűződik a nevéhez: a 2009–10-es szezonban a játékvezetők 7-szer mutatták fel neki a sárga, és kétszer a piros lapot. Győrben 49 bajnokin 2 gólt lőtt, mielőtt 2012-ben kölcsönben visszatért pályafutása első csapatába, az NK Osijekbe. Két évet kölcsönben töltött, majd 2014. nyarán visszatért Győrbe, és az ETÓval kezdte meg a felkészülést.

## Külső hivatkozások
- Valentin Babić profilja a Nogometni Magazin oldalán (horvátul)
- MLSZ (magyarul)
- Transfermarkt (angolul)